# Siena College

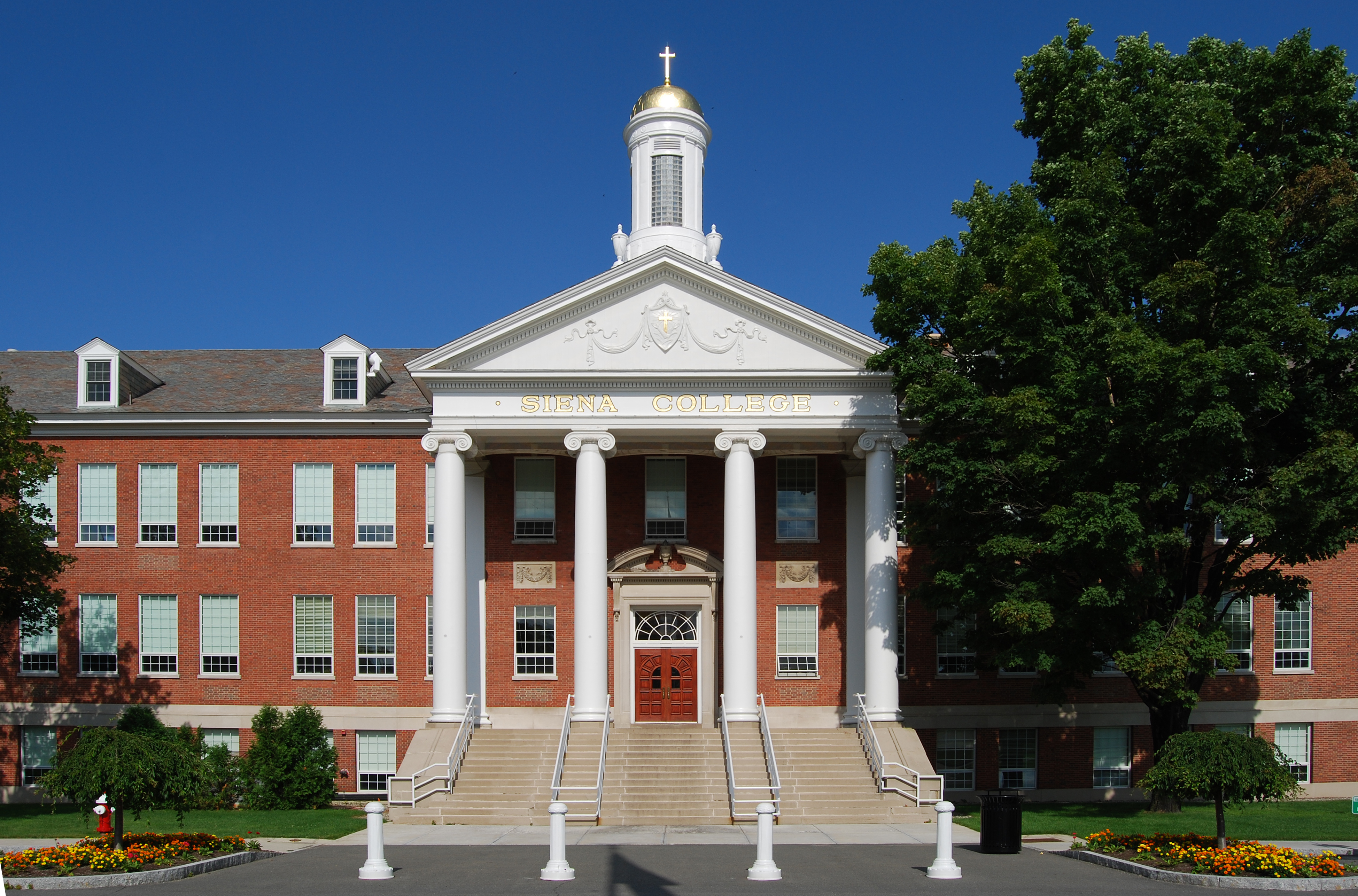
Siena Hall

Siena College ist ein katholisches College im US-Bundesstaat New York. Es wurde 1937 von Franziskanern gegründet und befindet sich in Loudonville, einem Vorort von Albany, der Hauptstadt des Staates New York. Am College studieren ca. 3.000 Studenten, die in der Regel auf dem Universitätsgelände wohnen. Der United States Census betrachtet Siena College als separate Einheit in Form eines Census-designated place. Beim Census von 2020 wurden 2.281 Einwohner erfasst.
Das College war 2011 unter den "Best Colleges 2011" des angesehenen US News & World Report. Die wirtschaftswissenschaftlichen Studiengänge der Siena School of Business ist durch AACSB International akkreditiert.
Jährlich verbringen ca. 200 Studenten ein Auslandsjahr. Im Gegenzug sind internationale Studenten sehr willkommen (bei der Vergabe von Stipendien des Siena College wird kein Unterschied zwischen amerikanischen und internationalen Studenten gemacht, d. h. internationale Schüler können in den Genuss eines Stipendiums kommen).

## Sport
Die Sportteams sind die Saints. Die Hochschule ist Mitglied in der Metro Atlantic Athletic Conference.

## Bekannte Absolventen
- George Deukmejian (1928–2018), 35. Gouverneur von Kalifornien
- Harry J. Flynn (1933–2019), Erzbischof von St. Paul and Minneapolis
- Ron Vawter (1948–1994), Schauspieler
- Antoine Jordan (* 1983), Basketballspieler
- Michael C. Finnegan, Managing Director der Abteilung Investment Banking bei JP Morgan Chase